# Zakspeed 1500/4
Lo Zakspeed 1500/4 era un motore di Formula 1, utilizzato nell'era dei propulsori turbo, dalla scuderia Zakspeed.
Al pari del BMW M12/13, differiva dai convenzionali motori, per via della sua semplice architettura.
Tuttavia, per quanto non fosse un progetto così complesso, non si rivelò competitivo, soprattutto per la scarsa affidabilità.

## Contesto
La Zakspeed fu un team automobilistico, che ha chiuso i battenti nel 2010.
La sua storia è iniziata negli alla fine degli anni sessanta, grazie all'ingegnere tedesco Erich Zakowski, il quale da grande appassionato di automobili da competizione, ha subito puntato alla creazione di una scuderia propria.
Tra la fine degli anni '60 e i primi anni ottanta, la Zakspeed si mise in luce nelle gare di turismo, particolarmente nel campionato DRM, predecessore dell'attuale DTM.
Essendo una squadra tedesca, era naturale il suo coinvolgimento in questa competizione, nonché la collaborazione con aziende teutoniche, quale la Ford Germania.
In quegli anni, la Zakspeed ottenne risultati lodevoli, grazie soprattutto all'elaborazione di vetture Ford.
Infatti vi fu una escalation di performance che la portarono a rivaleggaire con le Lancia Beta Montecarlo Turbo, nelle gare Endurance e Turismo, con vetture Ford Capri Turbo.
Nel 1982, Zakowski, pensò che il suo team avesse raggiunto competenze tali, da poter affrontare l'avventura in Formula 1.
Il progetto era talmente ambizioso, che pensò di realizzare totalmente in casa, la nuova vettura, motore compreso, emulando così la Ferrari.
La Formula 1 di quegli anni, era imperniata su un nuovo concetto di alimentazione dei motori, ossia il turbocompressore.
Data la sua lunga esperienza nell'elaborazione del Ford turbo, Zakowski credeva di poter fare altrettanto in Formula 1, e sfruttare le sue conoscenze nel campo della sovralimentazione, per poter rivaleggiare con la concorrenza.
Ma nonostante tutto, fino al 1983, decise di provvedere con il nuovo esperimento, ma si limitò a progettare e costruire, un motore turbo, per conto della Ford, la quale l'aveva commissionato per equipaggiare le vetture del campionato IMSA.
Questo fu un ottimo banco di prova, per testare le capacità della squadra, che di lì a poco si apprestava a fare altrettanto con motori più sofisticati.
Una delle esperienze più significative del progetto IMSA, fu l'utilizzo di materiali pregiati, poiché il motore venne costruito totalmente in lega leggera, perciò il team accrebbe parecchio le sue conoscenze nel campo della scienza dei materiali.
Un altro elemento da sottolineare, è la scelta dei progettisti fatta da Zakowski.
Egli infatti, raggiunse un accordo per avere nel team, Norbert Kreyer e Gianni Marelli, due ex ingegneri dell'Alfa Romeo e della Ferrari.
Tuttavia, se la Ford avesse deciso di commissionargli il progetto di un motore turbo di Formula 1, Zakowski non avrebbe preso in considerazione l'ipotesi di correre in quella categoria con una squadra propria.
La Ford invece, si rivolse alla Cosworth, e Zakowski, nel 1984 si adoperò subito per dar vita alla nuova vettura.

## Progetto
Dei due motoristi, il solo Kreyer rimase in forza al team tedesco, e questo assieme ad una serie di vicissitudini, fece slittare l'esordio della scuderia nella massima serie, nel 1985.
Il progetto aerodinamico e della scocca, venne assegnato all'Ing. Paul Brown.
Visti i risultati pregevoli ottenuti dalla BMW con un motore a quattro cilindri in linea, nonché l'esperienza fatta col Ford da turismo, che aveva la stessa architettura, Zakowski decise che Kreyer avrebbe dovuto seguire la stessa filosofia, per il 1500/4, il cui nome appunto è un richiamo alle caratteristiche base, ossia 1500 cm³ di cilindrata totale (imposto dalla FIA per motori turbo), e 4 cilindri in linea.
A parità di cilindrata, un motore del genere, è più corto rispetto ai motori con otto cilindri (all'epoca c'era il V8 dell'Alfa Romeo), mentre rispetto ai motori a sei cilindri a V (il TAG Porsche TTE PO1 della McLaren ad esempio), per quanto più lungo, era molto più stretto, perciò poteva essere raffreddato meglio.
Inoltre era più versatile, poiché poteva essere montato in diverse posizioni.
Va però detto, che essendo meno frazionato, sarebbe stato più complesso renderlo affidabile, anche se non aveva problemi di vibrazioni, in quanto per la sua natura non era necessario utilizzare contralberi di bilinciatura, che avrebbero si smorzato le forze d'inerzia, ma lo avrebbero anche appesantito.
Il peso infatti era abbastanza contenuto, 125 kg senza il turbocompressore, anche in virtù del fatto, che era sovralimentato con un solo turbocompressore, contro i due dei motori a V.
Nonostante fosse un progetto completamente Zakspeed, i tecnici teutonici ripartirono dal motore turbo della Capri da gara, che servì come base di sviluppo.
Il 1500/4 era anch'esso realizzato completamente d'alluminio.
Due alberi a camme in testa, comandati da una cascata di ingranaggi, aprivano e chiudevano le sedici valvole (quattro per cilindro) di aspirazione e scarico.

## Evoluzioni
Verso la fine della stagione 1985, la potenza in gara raggiunse gli 820 CV con una pressione di sovralimentazione di 3,5 bar, mentre nelle qualifiche saliva a 900 CV mediante l'innalzamento della pressione del turbo a 3,8 bar.
Il turbocompressore era fornito dall'americana Garrett, mentre la gestione elettronica era inizialmente realizzata in casa.
Tuttavia durante i Gran Premi del 1985, non venne mai utilizzata l'iniezione elettronica di carburante, ma il compito era demandato ad un sistema meccanico.
Dal 1986 invece, i sistemi elettronici utilizzati, erano i Motronic della Bosch.
Da allora anche l'iniezione del carburante, venne gestita dai sistemi elettronici.
Nello specifico alla Zakspeed, venne concesso l'utilizzo di una centralina Motronic sperimentale, studiata apposta per motori turbo di Formula 1 a quattro cilindri di nuova generazione.
Era la stessa che avrebbe dovuto impiegare l'Alfa Romeo, sul 415/85T, motore studiato per la Ligier, che però non ebbe seguito. Ma per non creare troppi problemi, e non sfruttare le conoscenze dell'Alfa Romeo, la Bosch, fece in modo da regolare diversamente la centralina, e fornire pressioni di iniezione inferiori, rispetto a quelle adoperate sul motore italiano.
Nel 1986 la pressione di sovralimentazione in gara, era di 3,6 bar, il che consentiva di raggiungere una potenza massima in gara di 850 CV, al pari del TAG Porsche dominatore della stagione '85.
In qualifica la pressione di sovralimentazione, arrivava al valore massimo di 4.5 bar, sprigionando una potenza di 1.000 CV.
Nel 1987 il regolamento tecnico impose una pressione massima di sovralimentazione limitata a 4 bar, in gara talvolta il propulsore raggiungeva questo valore erogando 920 CV. Nel 1988, la pressione massima venne ulteriormente ridotta per regolamento a 2,5 bar sufficienti a produrre 640 CV.
Il motore venne utilizzato solo dalla Zakspeed, dal 1985 fino al 1988.
Se non fosse cambiato il regolamento, il team avrebbe continuato ad usarlo anche l'anno successivo, ma il bando dei motori turbo e gli scarsi fondi, consigliarono di non investire in un nuovo propulsore fatto in casa, così per l'89 si optò per il Yamaha OX88 ad otto cilindri.
Nonostante una carriera abbastanza lunga per un motore di Formula 1, il 1500/4 non è mai stato molto affidabile, così ha spesso costretto a ritiri la sua scuderia.
Inoltre era applicato a dei mezzi poco competitivi, non in grado di sfruttarne la potenza, che comunque non raggiungeva valori di vertice.